# Salacca secunda
Salacca secunda är en enhjärtbladig växtart som beskrevs av William Griffiths. Salacca secunda ingår i släktet Salacca och familjen Arecaceae. Inga underarter finns listade i Catalogue of Life.